# Argo Aadli
Argo Aadli (sinh ngày 12 tháng 4 năm 1980) là một diễn viên điện ảnh và sân khấu người Estonia.

## Học vấn và sự nghiệp
Sinh ra ở Kunda, Estonia, Aadli tốt nghiệp Trường Sân khấu Cao cấp của Học viện Âm nhạc và Sân khấu Estonia vào năm 2002.
Aadli đã làm việc như một diễn viên trong Nhà hát Thành phố Tallinn, nơi anh đã biểu diễn ít nhất mười tác phẩm cho đến nay,  đáng chú ý là nhân vật Zahhar trong vở kịch "Pianola or The Mechanical Piano" của Anton Chekhov vào năm 2002. Bên cạnh đó anh đã tham gia vào một số bộ phim bao gồm Names in Marble (2002), anh vào vai Konsap) và Lotte from Gadgetville (2006), nơi anh lồng tiếng cho Albert.

## Sự nghiệp sân khấu
- Zametov (Fyodor Dostoyevski / Elmo Nüganen Tội ác và hình phạt, 1999)
- Lauri (Aleksis Kivi Seven Brothers, 2001)
- Zahhar (Anton Chekhov Pianola or The Mechanical Piano, 2002)
- Gregor Samsa (Franz Kafka The Metamorphosis, 2004)
- Indrek Paas (A. H. Tammsaare / Elmo Nüganen Truth and Justice. Part Two., 2005)
- Ajakirjanik Pilu (A. H. Tammsaare / Elmo Nüganen "Karin. Indrek. Truth and Justice. Part Four.", 2006)

## Sự nghiệp diễn xuất
| Năm  | Tên                    | Vai diễn                    | Doanh thu      | Ghi chú |
| ---- | ---------------------- | --------------------------- | -------------- | ------- |
| 2002 | Nimed marmortahvlil    | Konsap                      | 19 million EEK |         |
| 2005 | Malev                  | Leholas                     |                |         |
| 2006 | Leiutajateküla Lotte   | Albert/Theodor (lồng tiếng) |                |         |
| 2016 | Luuletaja ja luuletaja | Drunk                       |                |         |
| 2018 | Seltsimees laps        | Ratsasõidu Jaan             |                |         |